# Realme 3
realme 3 — бюджетний смартфон, розроблений компанією realme. Був представлений 4 березня 2019 року. Також 15 липня того ж року разом з realme X був представлений realme 3i, що є спрощеною версією realme 3 з менш потужним процесором.

## Дизайн
Екран виконаний зі скла Corning Gorilla Glass 3, а корпус — з пластику. realme 3i та realme 3 в кольорі Diamond Red мають на задній панелі кристало-подібний візерунок.
Знизу знаходяться роз'єм microUSB, динамік, 2 мікрофони та 3,5 мм аудіороз'єм, зліва — кнопки регулювання гучності та слот під 2 SIM-картки і карту пам'яті формату microSD до 256 ГБ, а справа — кнопка блокування. Сканер відбитків пальця знаходиться на задній панелі.
realme 3 продавався в 4 кольорах: Classic Black (чорний), Diamond Red (рожево-синій), Dynamic Black (чорно-синій) та Radiant Blue (синьо-блакитний).
realme 3i продавався в 3 кольорах: Diamond Black (чорний), Diamond Red (рожево-синій) та Diamond Blue (синій).

## Технічні характеристики

### Апаратне забезпечення
Більшість моделей realme 3 отримала систему на кристалі MediaTek Helio P70, а модель realme 3 RMX1821 та realme 3i — Helio P60. Обидаі системи містять графічний процесор Mali-G72 MP3. realme 3 продавався в конфігураціях 3/32 ГБ, 3/64 ГБ та 4/64 ГБ, а realme 3i — 3/32 ГБ та 4/64 ГБ.
Батарея отримала об'єм 4230 мА·год.
Екран IPS LCD, 6,22", HD+ (1520 × 720) зі співвідношенням сторін 19:9, щільністю пікселів 270 ppi та краплеподібним вирізом під фронтальну камеру.
Смартфони отримали основну подвійну камеру із ширококутним об'єктивом на 13 Мп з діафрагмою f/1.8 і фазовим автофокусом та сенсором глибини на 2 Мп. Також пристрої отримали ширококутну передню камеру на 13 Мп з діафрагмою f/2.0. Основна та передня камери вміють записувати відео в роздільній здатності 1080p@30fps.

### Програмне забезпечення
Смартфони були випущені на ColorOS 6 на базі Android 9 Pie і були оновлені до realme UI 1.0 на базі Android 10.